# Jacques Auguste Fauginet
Jacques-Auguste Fauginet (1809 - 1847), fue un escultor francés.

## Biografía

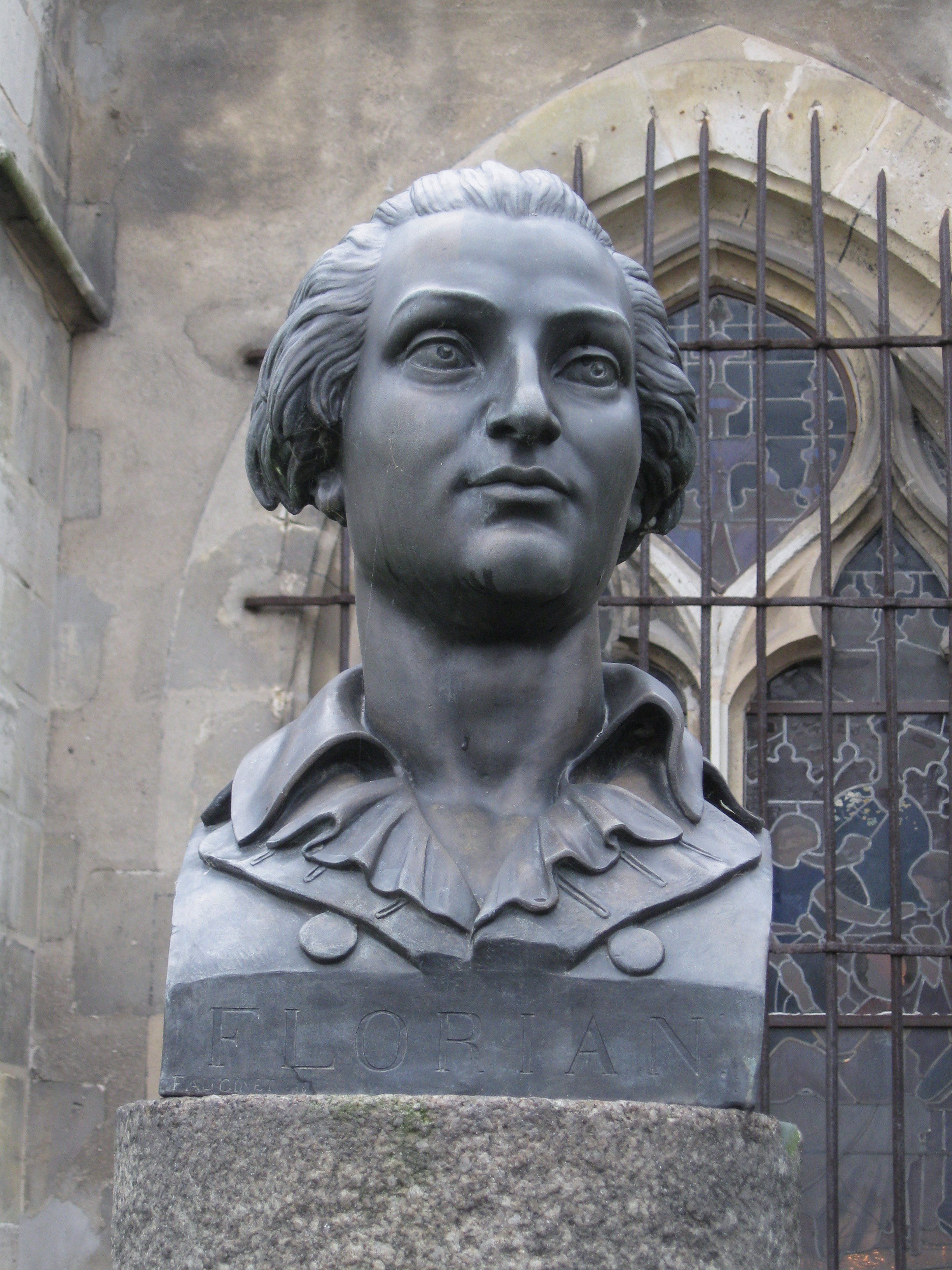
Claris de Florian, Jardin des Félibres, (Sceaux)

Jacques-Auguste Fauginet nació en París en el año 1809. 
En 1831 obtuvo un 2ª Premio de Roma en Grabado de medallas y piedras finas , con la obra titulada Edipo explicando el enigma de la Esfinge (del francés: 'Œdipe expliquant l'énigme du sphinx').
En el año 1838 realizó el busto de Jean-Pierre Claris de Florian, a partir de un retrato realizado por Achille Deveria. Este busto fue instalado junto a la iglesia y con el tiempo se le fueron uniendo otros bustos (nueve en total) que adornan la Square de los Félibriges célebres, en Sceaux.
Fauginet fue profesor en la Escuela de Bellas Artes de París, entre sus alumnos estuvo Charles Henri Joseph Cordier.
En el Salón de París de 1841, presentó una escultura de Cristo en su lecho de muerte, que fue adquirida por 3500 francos para la Catedral de Saint Pierre en Saint-Flour. Además presentó otras tres obras: un busto de Marivaux, un monumento a la memoria de Florian y un monumento de 12 pies para la catedral de Chartres.
Se le atribuye una escultura de la Virgen Inmaculada para la iglesia de Montegrosso (anteriormente Cassano), realizada entre 1942 y 1945, que fue encargada por el abad Bastianelli, que había sido misionero en el Tíbet.
Entre 1844 y 1847 se construyó la Fuente de la plaza San Sulpicio. El proyecto fue edificado por el arquitecto Louis Visconti (1791–1853). Como escultores participaron Jean-Jacques Feuchère, François Lanno, Louis Desprez y Jacques-Auguste Fauginet, realizando cada uno de ellos respectivamente, la figura de los obispos Jacques-Bénigne Bossuet (al norte) , Fénelon (al oeste), Esprit Fléchier (al este) y Jean-Baptiste Massillon (al sur). 
Falleció en el año 1847 a los 38 años.

## Obras
- Estatua de Jean-Baptiste Massillon (1663-1742), fuente de la Plaza de San Sulpicio, en el IV Distrito de París.[6]

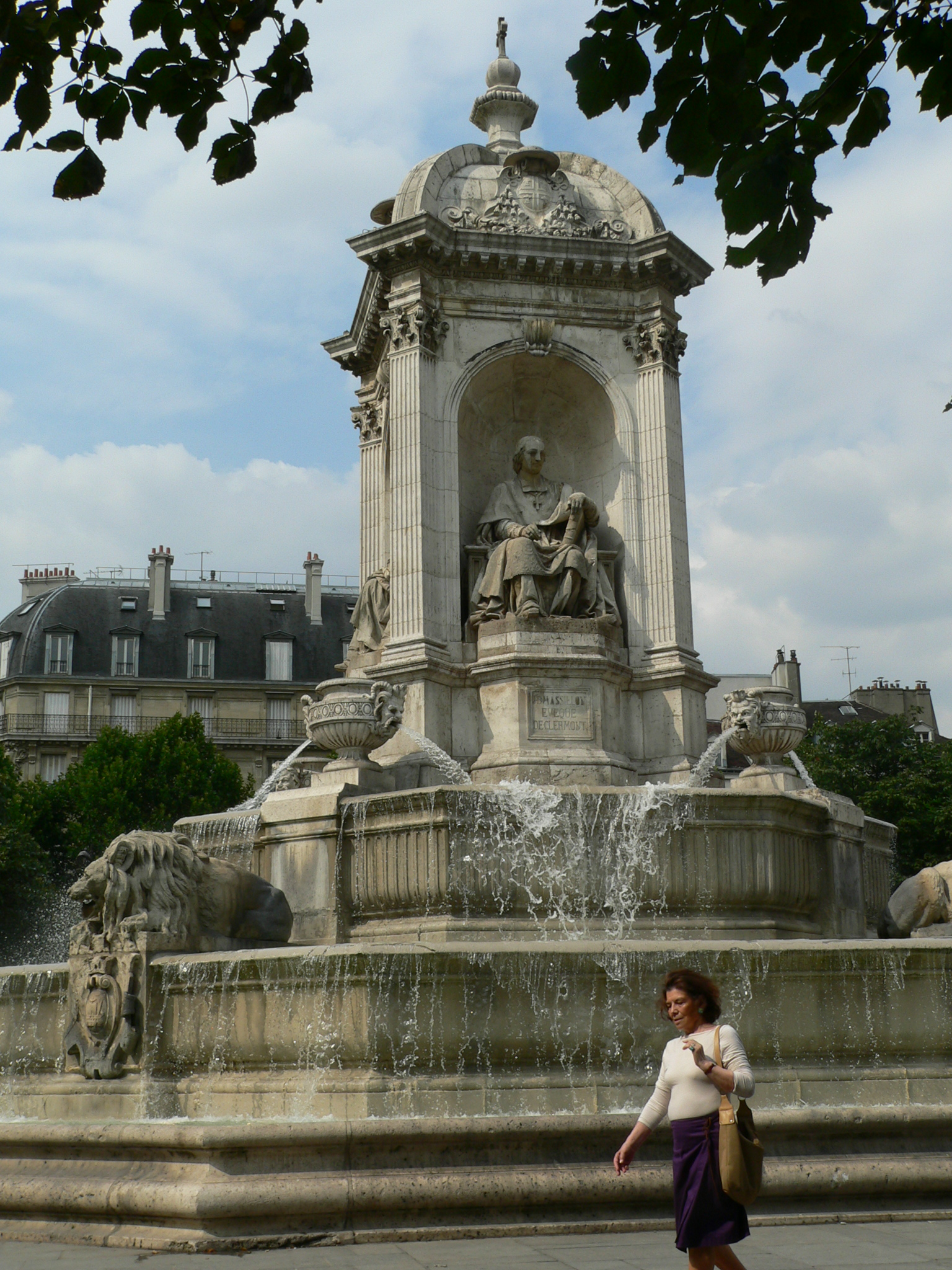
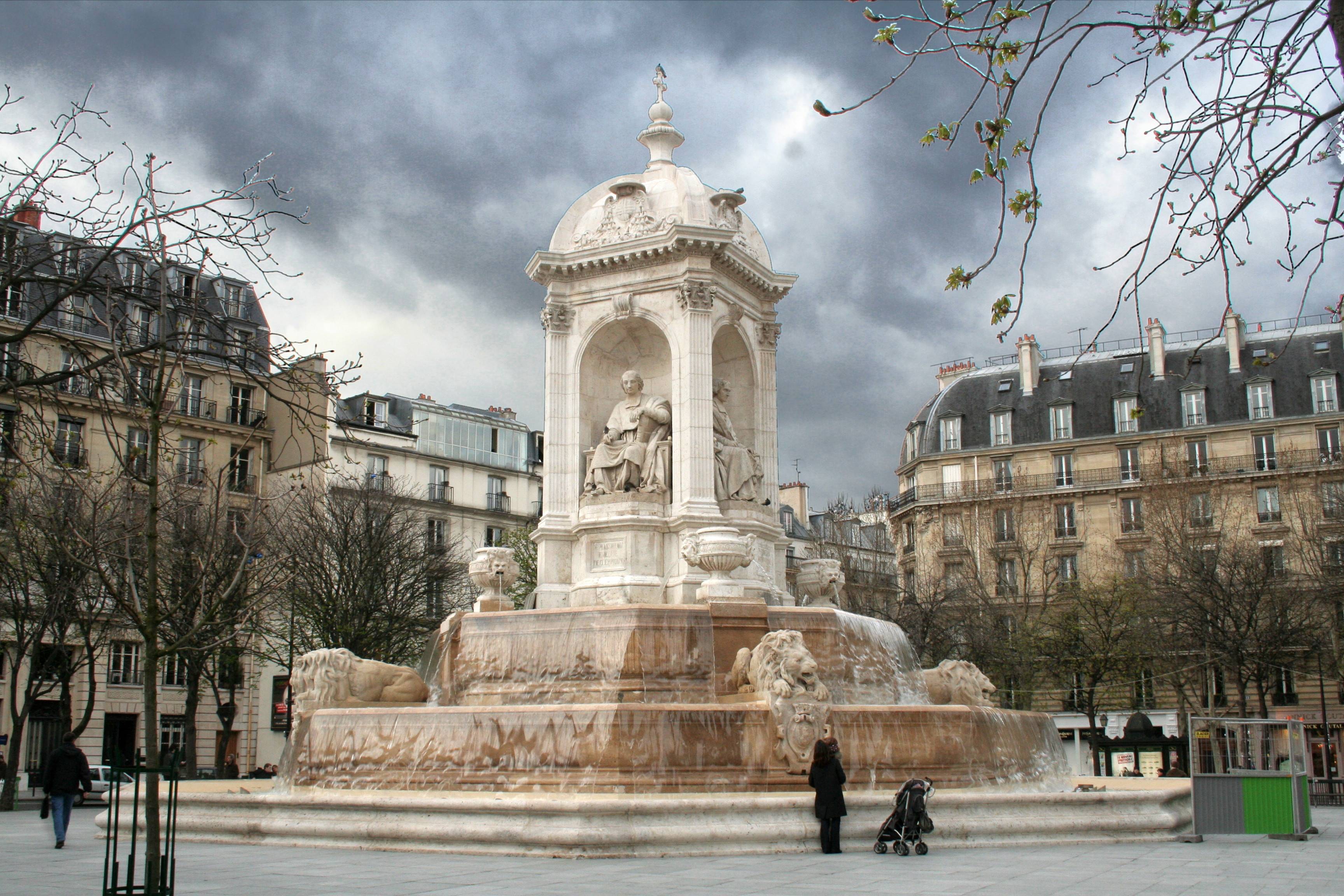
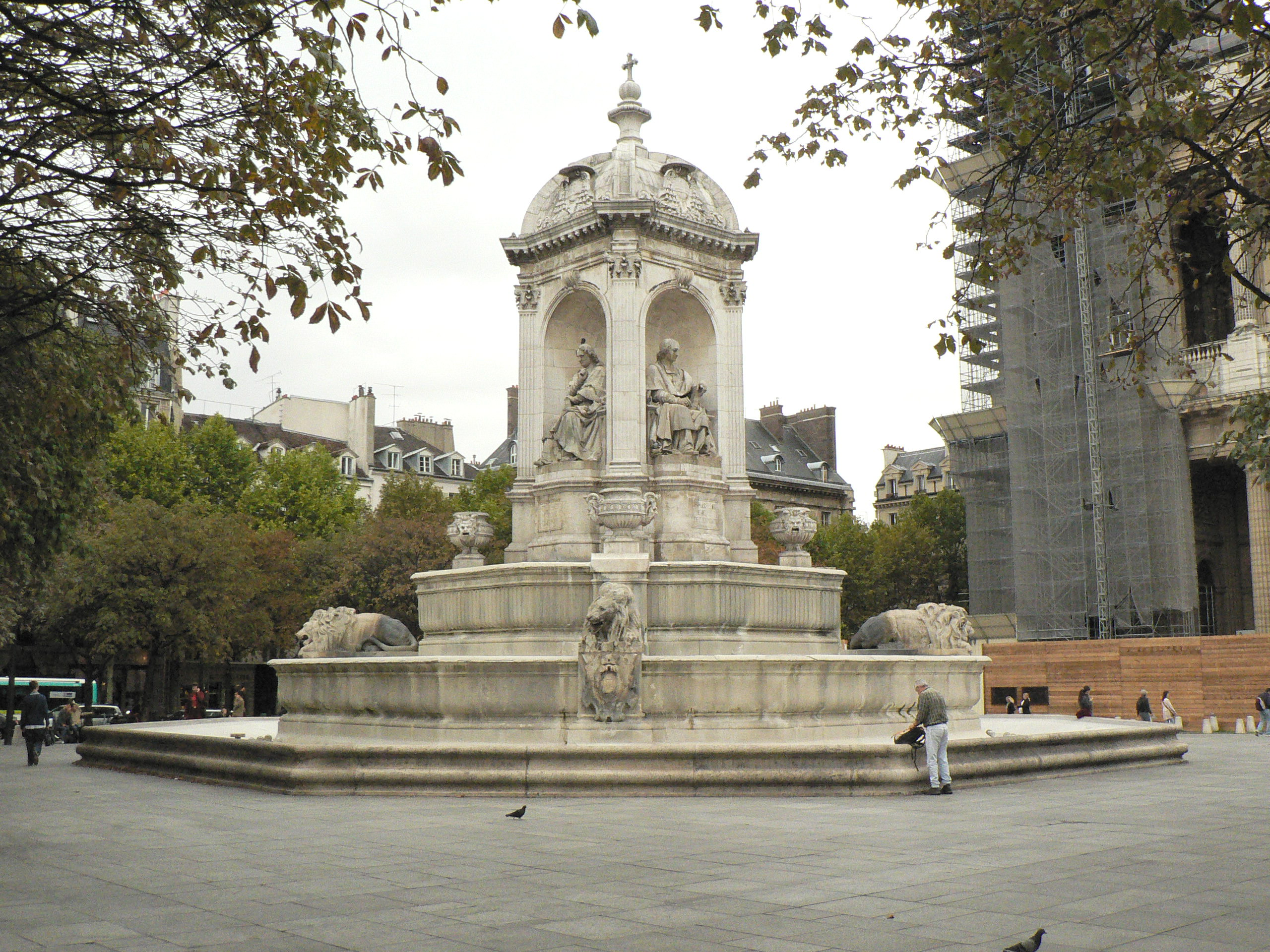

(pinchar sobre la imagen para agrandar) 
- Busto de Jean-Pierre Claris de Florian, a partir de Achille Deveria, bronce, 1838, en el Jardin des Félibres de Sceaux.[2]

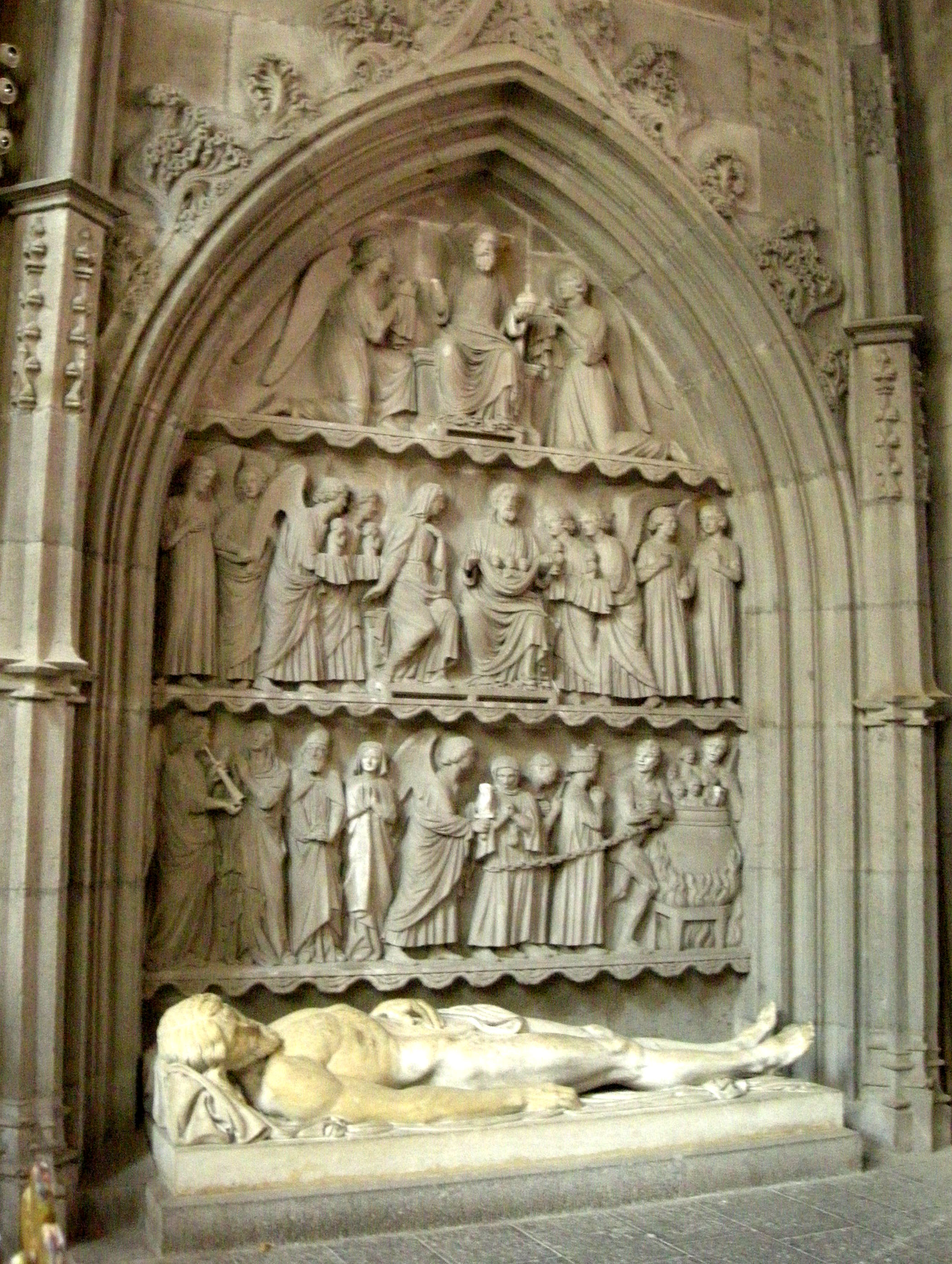
Cristo en su lecho de muerte, 1842, Saint-Flour (Cantal).

- Cristo en su lecho de muerte , obra de 1842, en la Catedral de San Pedro de Saint-Flour.[4]
- Cazador africano combatiendo un león , (del francés: 'Chasseur africain combattant une lionne')  (enlace roto disponible en Internet Archive; véase el historial, la primera versión y la última). , bronce de hacia 1836, conservado en el Museo Girodet de Montargis